# Tempête tropicale Nock-ten
Pour les articles homonymes, voir Cyclone tropical Nock-ten.
La tempête tropicale sévère Nock-Ten (désignation internationale : 1108, désignation JTWC : 10W, terme PAGASA : Juaning) est un puissant cyclone tropical ayant atteint le niveau équivalent à un typhon de catégorie 1 et qui est passée sur le nord des Philippines en juillet 2011. Nock-ten, du nom d'un oiseau laotien, a fait 55 morts et a causé des dommages s'élevant à 99 millions de dollars.
Contrairement à la précédente tempête nommée Conson de 2010 (faiblement publicisée par PAGASA), les informations à propos de Nock-ten ont largement été diffusées et les habitants localisés dans les zones affectées devaient être tenus informé de la tempête. Manille, la capitale, directement concernée par la tempête, s'est préparée à de fortes pluies et à une fermeture des écoles à travers la ville.

## Chronologie
Le 22 juillet, une zone de basse pression s'est formée à l'est des Philippines. Le système dépressionnaire s'est petit-à-petit décalé vers l'ouest les jours suivants jusqu'au 24 juillet. Au lendemain, l'Agence météorologique du Japon (AMJ) classe la zone de basse pression en dépression tropicale. Quelques heures plus tard, l'Administration des services atmosphériques, géophysiques et astronomiques des Philippines (PAGASA) nomme ce système dépressionnaire Juaning. La dépression se dirige plus à l'ouest et augmente d'intensité au fil des heures. La nuit suivante, l'AMJ reclasse cette dépression et cette fois-ci en tempête tropicale et la nomme Nock-Ten. Au 27 juillet, l'AMJ rapporte que Nock-ten augmente d'intensité et devient une violente tempête tropicale. Quelques heures plus tard, il est rapporté que Nock-ten s'intensifie de nouveau rapidement, est classée en tant que typhon de catégorie 1 et touche les côtes d'Aurora. Plus tard dans la journée, l'AMJ rapporte que Nock-ten a atteint l'île de Luçon, à Candon, avec la même intensité. Cependant, durant la nuit, la tempête s'affaiblit rapidement. Le 29 juillet, la tempête regagne petit-à-petit d'intensité et s'approche des côtes sud de la Chine à Qionghai. Plus tard dans la journée, la tempête frappe la capitale provinciale d'Hainan dans la région d'Haikou. La tempête s'affaiblit rapidement durant la nuit et l'AMJ lève finalement son alerte.

## Prémices et impact
| Région      | Morts | Disparus | Dégâts (en dollar américain) |
| ----------- | ----- | -------- | ---------------------------- |
| Philippines | 52    | 27       | 41 millions                  |
| Chine       | 2     | 0        | 58 millions                  |
| Vietnam     | 3     | 0        | Minimes                      |
| Thaïlande   | 0     | 2        | Minimes                      |
| Total       | 57    | 29       | Plus de 99 millions          |

### Philippines

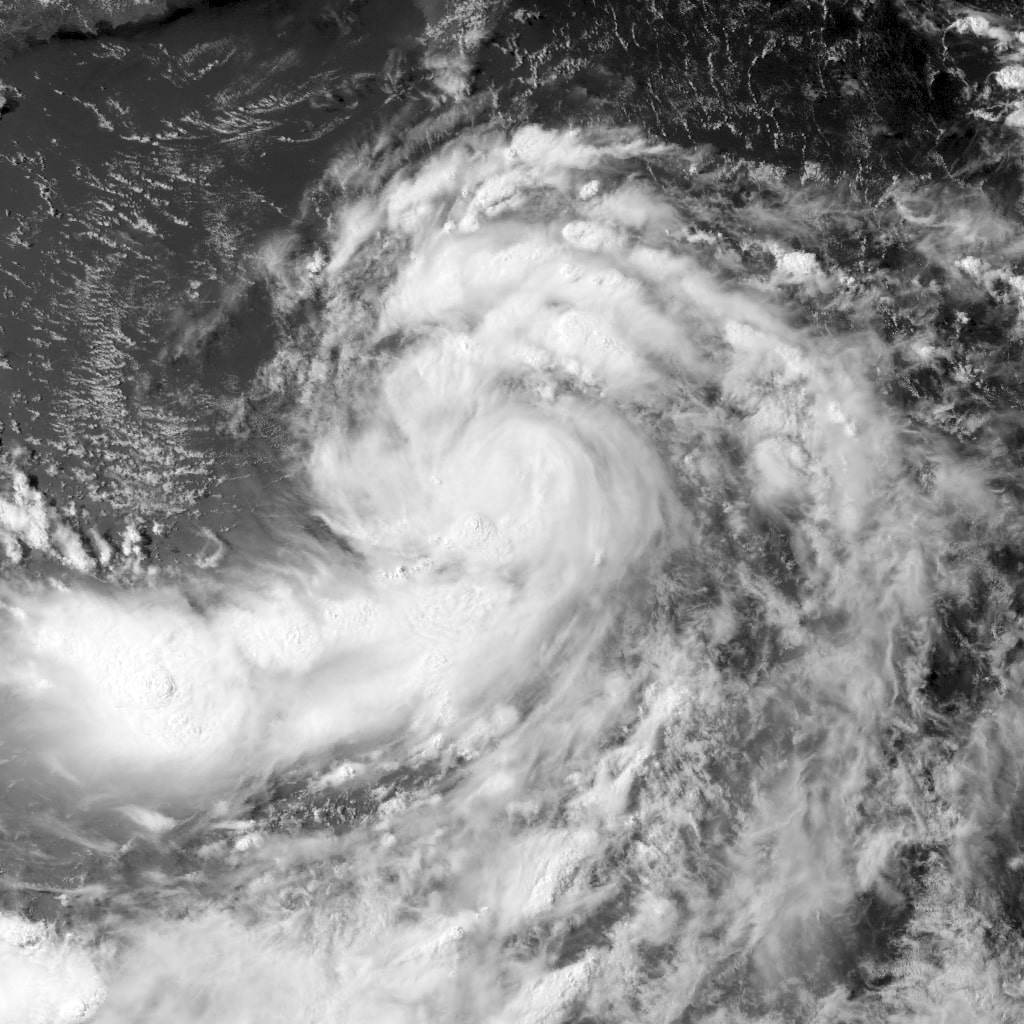
Nock-ten frappant les Philippines (27 juillet 2011).

Les provinces d'Albay, Camarines Norte et Camarines Sur ont été inondées par de fortes pluies. D'autres pluies beaucoup plus fortes étaient attendues mais n'ont gagné d'intensité que lorsqu'elles ont atteint le sud de la Chine. Le nombre de disparus s'est élevé à 31 après que 25 membres d'équipage aient été porté disparus. Toutes les classes de primaires et secondaires ont été fermées à Luçon du 26 au 27 juillet à cause des fortes pluies qui ont touché la région. 26 vols internationaux ont été annulés les 26 et 27 juillet à cause de fortes pluies et rafales de vent. Le bilan est passé à 27 morts et plus de 60 disparus. Pendant ce temps, un total de 728 554 personnes ont été déplacées dans de nombreuses provinces des Philippines à Luçon dans la Région d'Ilocos, dans la Luçon centrale et la Région de Bicol. Plus tard, le gouvernement accuse l'Administration des services atmosphériques, géophysiques et astronomiques des Philippines (PAGASA) de s'être trompé sur les prévisions météorologiques car rien ne s'était réellement passé. Le 29 juillet, des corps sont retrouvés dans les zones inondées de Luçon et le bilan passe à 41 morts. Le 30 juillet, le bilan augmente encore, à 50 morts. La NDRRMC estime le montant des dégâts à 34 809 609,08 dollars. La plupart des victimes ont été noyées, frappées par des chutes d'arbres, électrocutées ou enterrées vivantes. La majorité d'entre elles proviennent de la région de Bicol. Quelques communautés de la région de Bicol ont été privées d'eau potable, d'électricité et d'aide pour dégager les décombres.

### Chine
Le 28 juillet, les habitants situé à l'ouest de Guangdong se préparent à faire face à la tempête lorsque les autorités chinoises lancent un appel d'urgence aux inondations. La tempête devait être attendue près des côtes sud d'ici le 29 juillet, bien qu'elle ait nettement diminué d'intensité. Alors que le système dépressionnaire atteint presque les côtes, les météorologues chinois lancent une alerte jaune et expliquent que certaines parties du Bassin du Sichuan pourraient être touchées par des pluies torrentielles. Les provinces de Guangdong, Guangxi et de Hainan sont également concernées par l'alerte. Le 29 juillet, quelque 36 000 navires avec à leur bord 120 000 passagers ont été avertis de la forte dépression qui allait toucher les côtes chinoises. De plus, quelque 26 000 bateaux de pêche dans la Province d'Hainan sont revenus au port. Alors que la tempête approche, 14 vols de la capitale provinciale d'Hainan, Haikou, ont été annulés. Les services ferroviaires de Chine continentale ont été interrompus. La tempête devait normalement se décaler vers l'ouest après avoir touché Hainan. Cependant, elle a dérivé vers le nord et a touché Haikou. Finalement, 27 700 personnes ont été évacuées et 2 602 bateaux de pêche sont retournés au port. Plus tard, il est rapporté que 189 033 personnes ont été évacuées dans l'île d'Hainan. Le 31 juillet, il est rapporté que la tempête a causé 58 millions de dollars de dégâts dans la province d'Hainan.

### Viêt Nam
Environ 650 000 personnes ont été évacuées de la région du Golfe du Tonkin anticipant ainsi la tempête. Le 30 juillet, juste avant l'arrivée de la tempête sur les terres, celle-ci fait déjà une victime au Viêt Nam en mer. Les météorologues vietnamiens interdisent donc toute pêche en mer. Plus tard, 6 vols de Vietnam Airlines ont été annulés et d'autres ont été retardés à la suite de la tempête. Le lendemain, après la tempête, quelque 6 200 champs ont été submergés par les inondations. La faible intensité de la tempête n'a causé aucun dégât considérable. Le 31 juillet, le bilan humain est de 3 victimes, dont un homme mort par électrocution et un adolescent de 13 ans mort noyé.

### Thaïlande
Le département météorologique de Thaïlande prévoyait que la tempête frapperait Phuket et la plupart des régions avoisinantes. Des fortes pluies et des rafales de vent devaient frapper depuis la Mer d'Andaman. Les habitants du nord de la Thaïlande se préparaient donc à d'éventuelles inondations. La Yom et la Nan ont presque débordé, ce qui aurait comme conséquence l'inondation de champs et fermes aux alentours. Le 31 juillet, les régions nord et nord-est de la Thaïlande ont été inondées. Deux personnes ont été portées disparues.